# Вајт Хол (Илиноис)
Вајт Хол (енгл. White Hall) град је у америчкој савезној држави Илиноис. По попису становништва из 2010. у њему је живело 2.520 становника.

## Демографија
Према попису становништва из 2010. у граду је живело 2.520 становника, што је 109 (4,1%) становника мање него 2000. године.
| Група             | 2000.         | 2010.         |
| Белци             | 2.579 (98,1%) | 2.484 (98,6%) |
| Афроамериканци    | 5 (0,2%)      | 1 (0,0%)      |
| Азијати           | 1 (0,0%)      | 3 (0,1%)      |
| Хиспаноамериканци | 25 (1,0%)     | 13 (0,5%)     |
| Укупно            | 2.629         | 2.520         |